# Stamlijn Nijmegen
De Stamlijn Nijmegen (afkorting nmvam) is een voormalige goederenspoorlijn in Nijmegen.

## Functie
De stamlijn verbond het spoor bij station Nijmegen met het industriegebied Noord- en Oostkanaalhaven langs het Maas-Waalkanaal. Het was een niet-geëlektrificeerde enkelsporige lijn, die in 1953 geopend werd. Voor de definitieve buitengebruikstelling in 2007 werd de spoorlijn tot 2001 wekelijks gebruikt door papierfabriek Sappi en zeer zelden voor buizentransport naar buizencoatingbedrijf Rhenania. Het spoor was eigendom van ProRail en de lengte was ongeveer 4,5 kilometer.
In 1988 heeft een museumtram een proefrit gemaakt over het spoor, het is echter niet tot exploitatie gekomen.

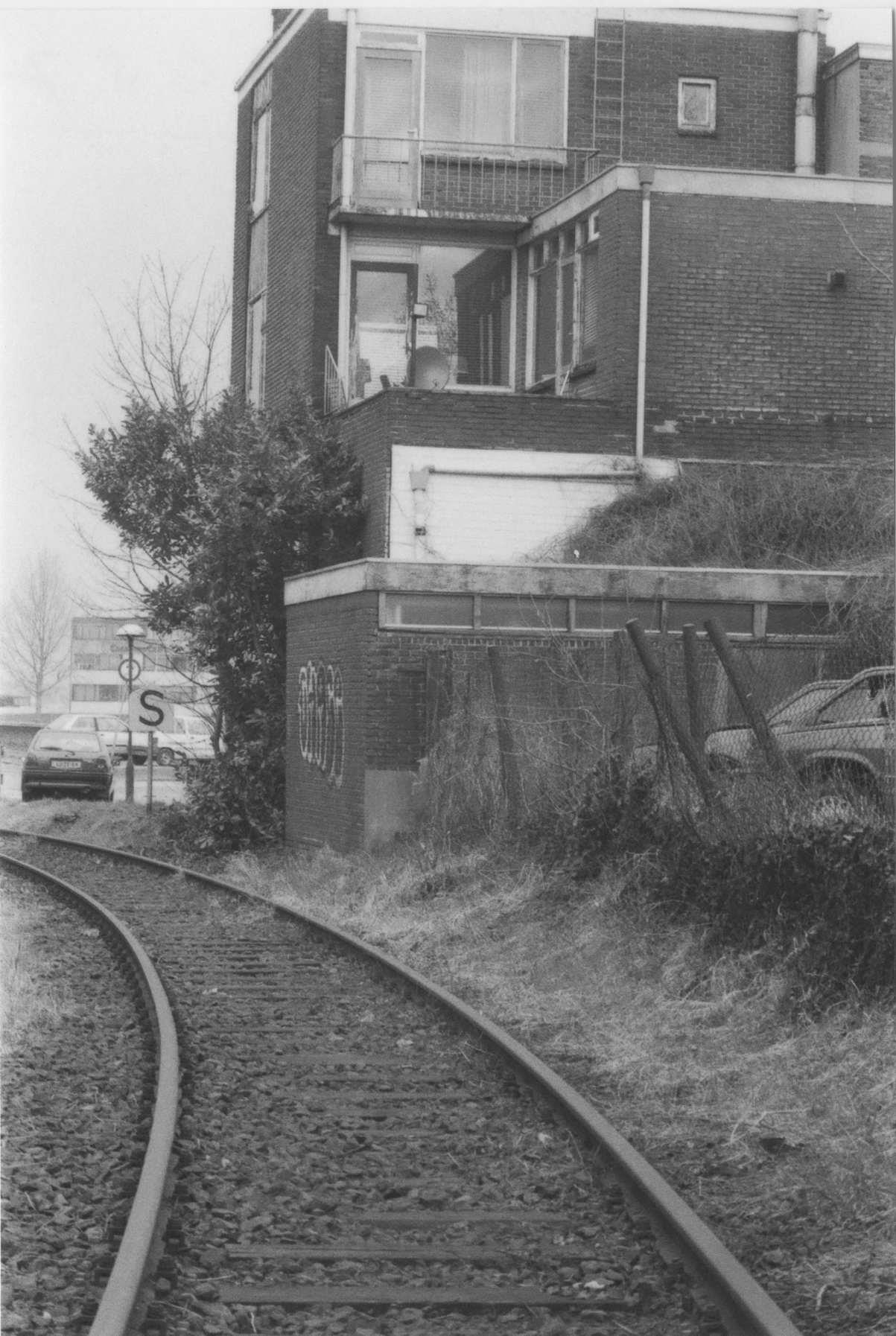
Het begin van de stamlijn naar de Noord- en Oostkanaalhaven in Nijmegen, bij de kruising met de Voorstadslaan, in april 2006.

## Tracé
Het tracé liep van het emplacement bij station Nijmegen naar beneden en kruiste de Heselaan en Voorstadslaan. Daar was een korte aftakking naar de Waalhaven. Hierna liep het spoor over de Waalbandijk (parallel aan de Waal) industriegebied Noordkanaalhaven binnen. Daar was een aftakking via de Weurtseweg. Hierna werd later een passeerspoor aangelegd. Vervolgens liep het spoor met een grote bocht richting de Energieweg en volgde deze. Het spoor liep dood aan de Ambachtsweg in Oostkanaalhaven. Daarvoor waren er aftakking in Oostkanaalhaven via de Handelsweg en de Nijverheidsweg. 

## Einde
In het kader van het stadsvernieuwingsproject Koerswest werden ook de havengebieden vernieuwd. Anno 2007 werden plannen getoetst voor de verwijdering van het spoor of het geven van een nieuwe functie aan de spoorlijn. Met name de ruimte die de spoorlijn parallel aan de Energieweg innam, stond in verband met de aanleg van De Oversteek ter discussie. Het college van B&W van Nijmegen stond negatief tegen exploitatie als HOV-lijn. In 2010 is door de gemeente ingestemd met het opbreken van het tracé. In 2011 en 2012 werd het tracé opgebroken. In 2013 werd op een deel van het voormalige tracé een snelfietspad aangelegd. Anno 2023 zijn er slechts nog enkele stukken sporen en een stootblok te vinden in de berm van de Handelsweg.

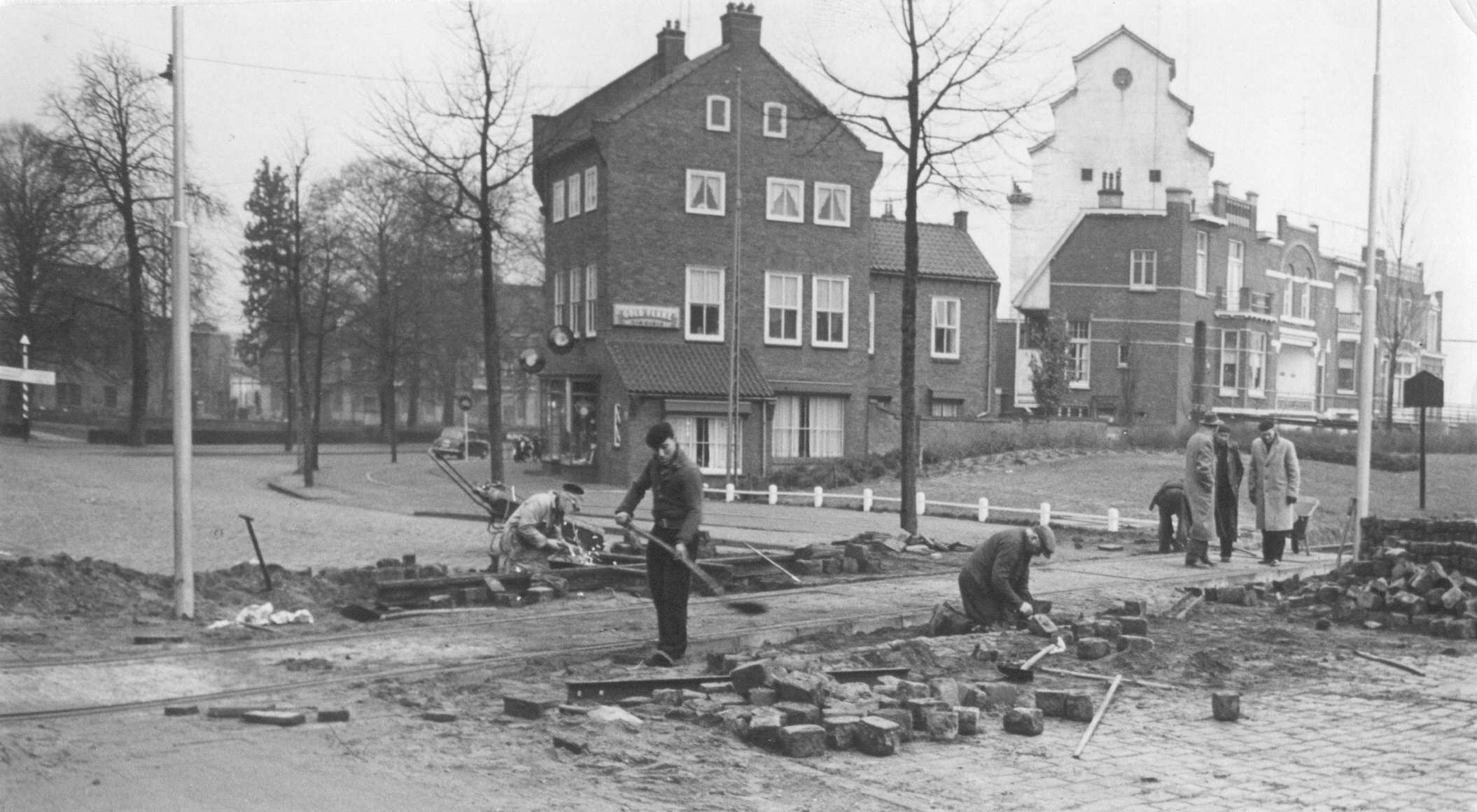
Aanleg van een oversteek over de spoorlijn aan de Waalbandijk, ter hoogte van het Krayenhoffpark.